# Selenodolsk (Ukraine)
Selenodolsk (ukrainisch Зеленодольськ; russisch Зеленодольск) ist eine ukrainische Stadt im Süden der Oblast Dnipropetrowsk mit 13.683 Einwohnern (2016).

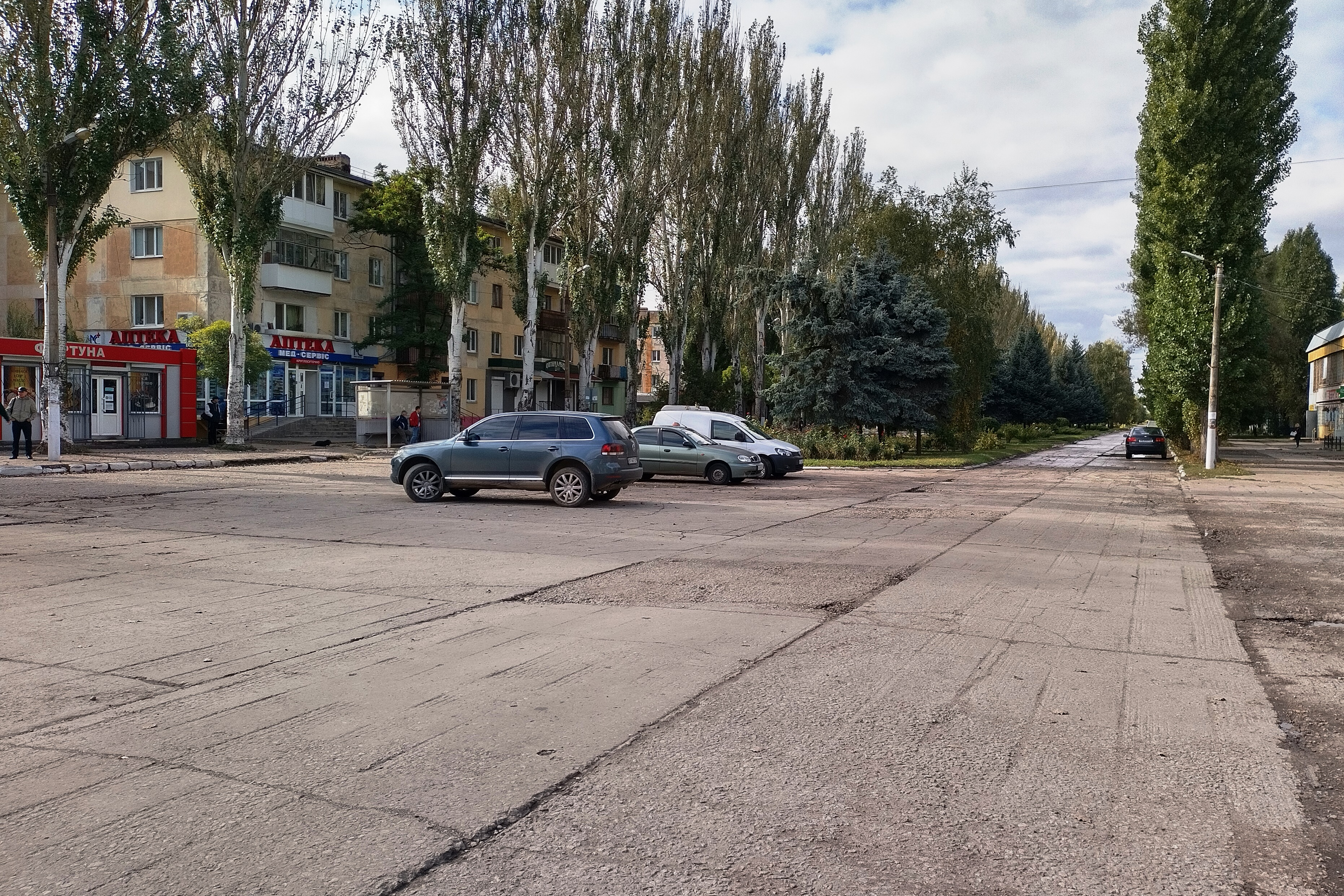
Blick in den Ort

Der 1961 zusammen mit dem benachbarten Wärmekraftwerk Kryworiskoji DRES-2 (ukrainisch: Криворізької ДРЕС-2) gegründete Ort erhielt im Jahr 1993 den Status einer Stadt.
Die Stadt hat einen Park und Strand am 1576 Hektar großen Selenodolsk-Stausee, der mit seinem Fassungsvermögen von 74,4 Mio. m³ Wasser zur Kühlung des am Ufer stehenden Kraftwerkes dient.

## Geographie
Die Stadt liegt 13 km südlich von Apostolowe und etwa 55 km südöstlich von Krywyj Rih unmittelbar an der Grenze zur Oblast Cherson im Süden des Rajon Krywyj Rih. Im Osten grenzt das Dorf Welyka Kostromka an Selenodolsk.

## Verwaltungsgliederung
Am 30. Juli 2015 wurde die Stadt zum Zentrum der neugegründeten Stadtgemeinde Selenodolsk (Зеленодольська міська громада/Selenodolska miska hromada). Zu dieser zählen auch die 17 in der untenstehenden Tabelle aufgelisteten Dörfer sowie die Ansiedlungen Schowte und Ukrajinka, bis dahin bildete sie zusammen mit dem Dorf Mala Kostromka die gleichnamige Stadtratsgemeinde Selenodolsk (Зеленодольська міська рада/Selenodolska miska rada) im Südwesten des Rajons Apostolowe.
Am 17. Juli 2020 kam es im Zuge einer großen Rajonsreform zum Anschluss des Rajonsgebietes an den Rajon Krywyj Rih.
Folgende Orte sind neben dem Hauptort Selenodolsk Teil der Gemeinde:
| Name                     | Name             | Name                                   |
| ukrainisch transkribiert | ukrainisch       | russisch                               |
| ------------------------ | ---------------- | -------------------------------------- |
| Mala Kostromka           | Мала Костромка   | Малая Костромка (Malaja Kostromka)     |
| Marjanske                | Мар'янське       | Марьянское (Marjanskoje)               |
| Welyka Kostromka         | Велика Костромка | Великая Костромка (Welikaja Kostromka) |

## Bevölkerung

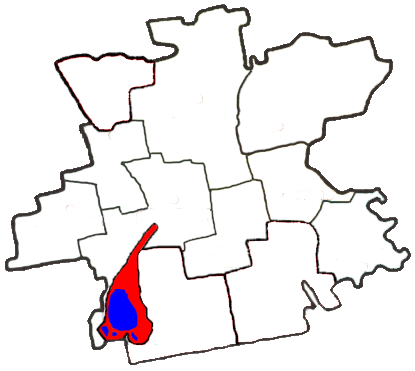
Gemeindefläche der Stadtgemeinde Selenodolsk innerhalb des Rajon Apostolowe

| 1970   | 1979   | 1989   | 2001   | 2005   | 2016   |
| ------ | ------ | ------ | ------ | ------ | ------ |
| 10.070 | 12.775 | 15.355 | 14.792 | 14.323 | 13.683 |

Quelle: 1970:, 1979:, 1989–2016: